# Donnie Hamzik
Donnie Hamzik är trummis i det amerikanska heavy metalbandet Manowar. Han gick med i Manowar 1981 men lämnade bandet 1983 efter att ha varit med och spelat in deras första album, Battle Hymns.
Hamzik har gjort gästframträdanden på Manowar-spelningar 2005 och 2009. År 2010 bekräftade Manowars basist Joey DeMaio i ett klipp på Youtube att Hamzik återigen var med i bandet.

## Diskografi (urval)
Studioalbum med Manowar
- 1982 – Battle Hymns
- 2010 – Battle Hymns MMXI
- 2012 – The Lord of Steel
- 2014 – Kings of Metal MMXIV